# Carrascalejo (kommunhuvudort)
Carrascalejo är en kommunhuvudort i Spanien.   Den ligger i provinsen Provincia de Cáceres och regionen Extremadura, i den centrala delen av landet, 160 km sydväst om huvudstaden Madrid. Carrascalejo ligger 633 meter över havet och antalet invånare är 273.
Terrängen runt Carrascalejo är kuperad åt sydväst, men åt nordost är den platt. Terrängen runt Carrascalejo sluttar norrut. Runt Carrascalejo är det mycket glesbefolkat, med 7 invånare per kvadratkilometer. Närmaste större samhälle är Castañar de Ibor, 17,1 km väster om Carrascalejo. 